# Apisaone Fausiade
Apisaone Fausiade, (greco, Ἀπισάων Φαυσιάδης), figura mitologica dell'Iliade (XI, vv. 578, 582), fu un guerriero troiano.
Apisaone fu ucciso dall'acheo Euripilo in un'azione bellica descritta nel libro XI dell'Iliade relativo alle Gesta di Agamennone.
()